# Puente medieval de San Vicente de la Sonsierra
El puente medieval de San Vicente de la Sonsierra se encuentra localizado en el municipio español de San Vicente de la Sonsierra (La Rioja), salvando las aguas del río Ebro a su paso por el pueblo y uniendo la villa con la vecina Briones. Originario del siglo XII, los restos más antiguos que se conservan son del XIII, aunque la mayoría procedan del siglo XVI y sus sucesivas reformas. Hoy en día, su empleo ha sido relegado a un segundo plano, después de la construcción de un segundo puente, inaugurado en 1997.

## Historia

### Primer puente
En el año 1172, la villa de San Vicente de la Sonsierra recibía un fuero otorgado por Sancho el Sabio de Navarra. Se cree que fue en esta época en la que se comenzó a construir un primer puente para salvar las aguas del Ebro, ya que San Vicente representaba un punto estratégico y fronterizo entre los reinos de Castilla y Navarra. No obstante, es poco probable que se conserven restos del siglo XII: algunos elementos son del siglo XIII y la mayor parte pertenecen al siglo XVI y sus sucesivas restauraciones a lo largo de su historia.

### Incidentes
En 1775, durante los días 19, 20 y 21 de junio, tuvo lugar una de las mayores crecidas del río Ebro. Este suceso provocó diversas riadas en Logroño y en San Vicente el puente quedó seriamente damnificado, de manera que ya no se podían cruzar las aguas con total garantía de seguridad. En consecuencia, para ayudar a financiar su reparación, el Consejo Superior de Castilla ordenó que las villas y aldeas cercanas contribuyesen con una cierta cantidad de dinero. Se conserva el documento que dictaba la parte del pago que debía de hacer la localidad de Villavelayo, estableciendo un total de 24.885 maravedís.

Hago saber a la justicia de Villavelayo que a resultas de haberse acudido a el Real, y Supremo Consejo de Castilla, por parte de la Justicia Regimiento, y Vecinos de la referida Villa de San Vicente, con relación de los estragos, y ruynas que causó en dicho Puente la inaudita crecida de Aguas que se berificó en el enunciado Rio Hebro, en el mes de junio de 1775, y la indispensable necesidad que mediaba para su reposición y reparo, por hallarse situado en transito publico para quantos viajaban por aquellos Caminos Reales de comun huso para todo el Reyno, son haberse exigido en él maravedi alguno con título de Pontazgo, ni otro motibo. [...] 
Ordeno, y mando a la refreida Justicia, que en termino de treinta días primeros siguientes, de como llegue a sus manos este mandamiento Cupo, se disponga [...] la tercera parte de el importe de los veinte y quatro mil ochocientos ochenta y cinco marevedis [...].
José Antonio de Horcasitas, juez encargado de las reparaciones

El 9 de marzo de 1783, probablemente a raíz de los daños causados por la crecida, dos de los arcos del puente se desplomaron por completo. Para salvar las aguas del Ebro, se construyó un barco que podía pasar por una maroma fija o andarivel. Las obras para la restauración del puente se prolongaron durante sesenta años.

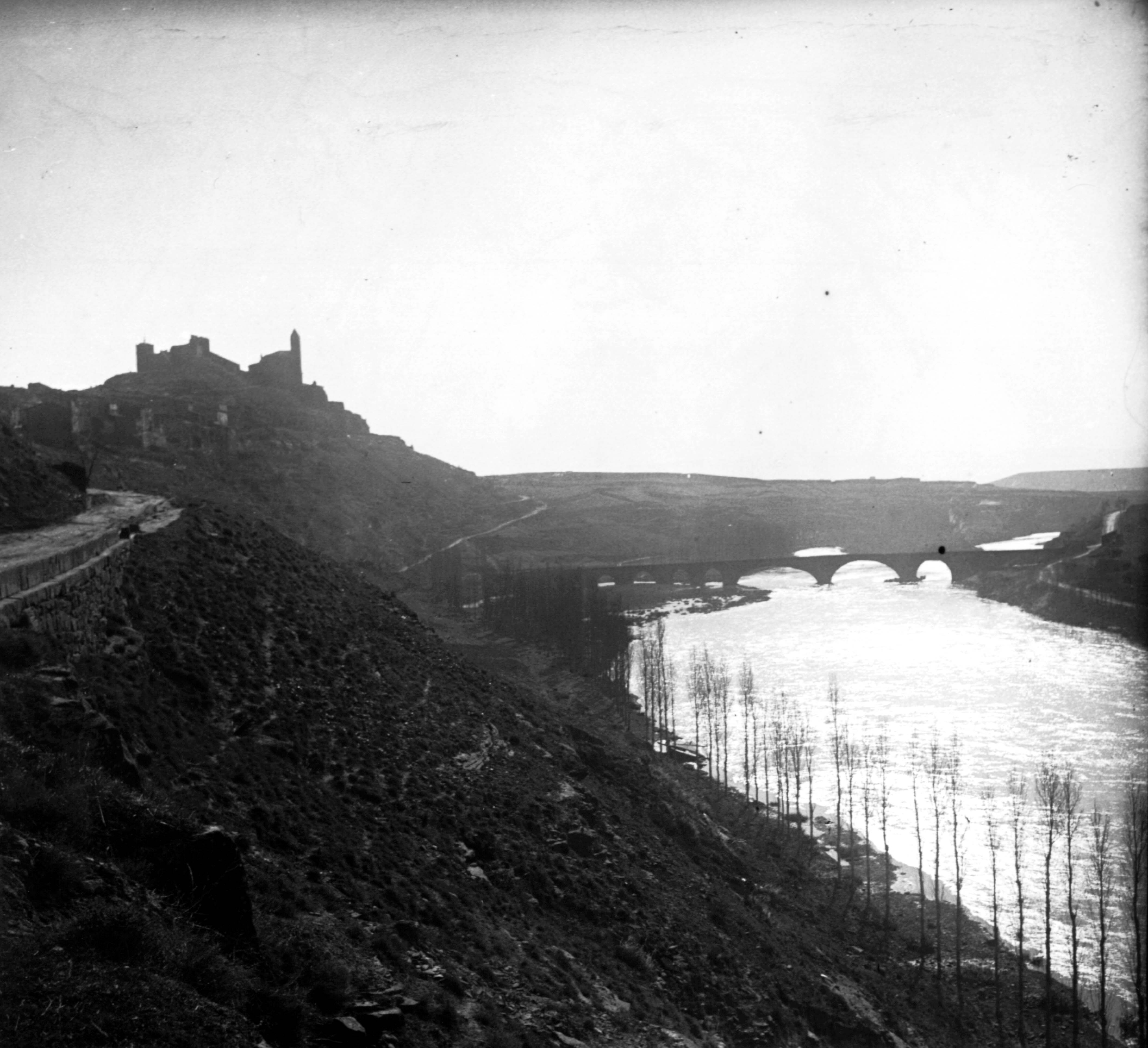
Vista de San Vicente y el puente, entre 1900 y 1930

### Actualidad
Actualmente, el puente se encuentra cerrado al tránsito de vehículos pesados, debido a problemas estructurales. Además, en 1995 se presentó un proyecto para la construcción de un nuevo puente aguas abajo del medieval, que en 1997 ya era una realidad. Este une los pueblos de Briones y San Vicente, como lo hiciera el medieval antaño. Construido en hormigón armado, cuenta con 320 metros de longitud y forma parte de la carretera  LR-210 , conectada con la  N-232 .

## Características
Localizado al oeste de San Vicente, el puente salva las aguas del río Ebro y une el pueblo con la localidad cercana de Briones. Está construido en sillares de piedra y mampostería. Originalmente, contaba con trece arcos y dos torres defensivas, una en el centro de la estructura y otra en la orilla más cercana a la villa. Con las reformas del siglo XVI, esta disposición se modificó a doce arcos y una única torre. Actualmente, no se conserva ninguna torre y son nueve los arcos del puente. Estos son de diferentes tipologías: los tres primeros, desde la orilla más cercana a San Vicente, apuntados; los tres siguientes, de medio punto; el séptimo, elíptico; el octavo, carpanel y el último, de medio punto. Finalmente, los pilares cuentan con tajamares y espolones de diversas características y en parte superior hay dispuestos apartaderos y un pretil. Hay una zona de recreo cercana al puente, además de un área para autocaravanas.

## Galería

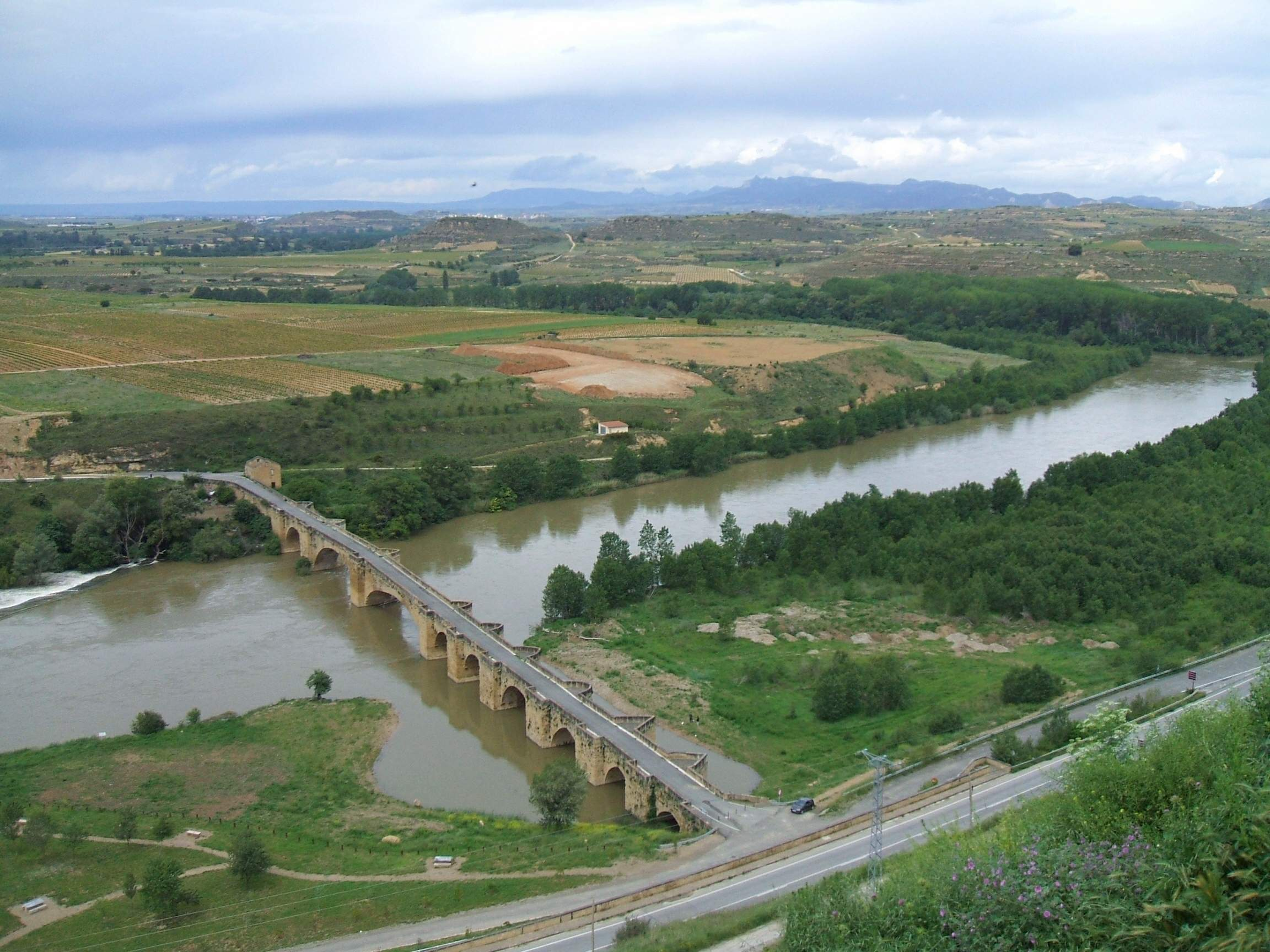
Vista aérea desde el pueblo
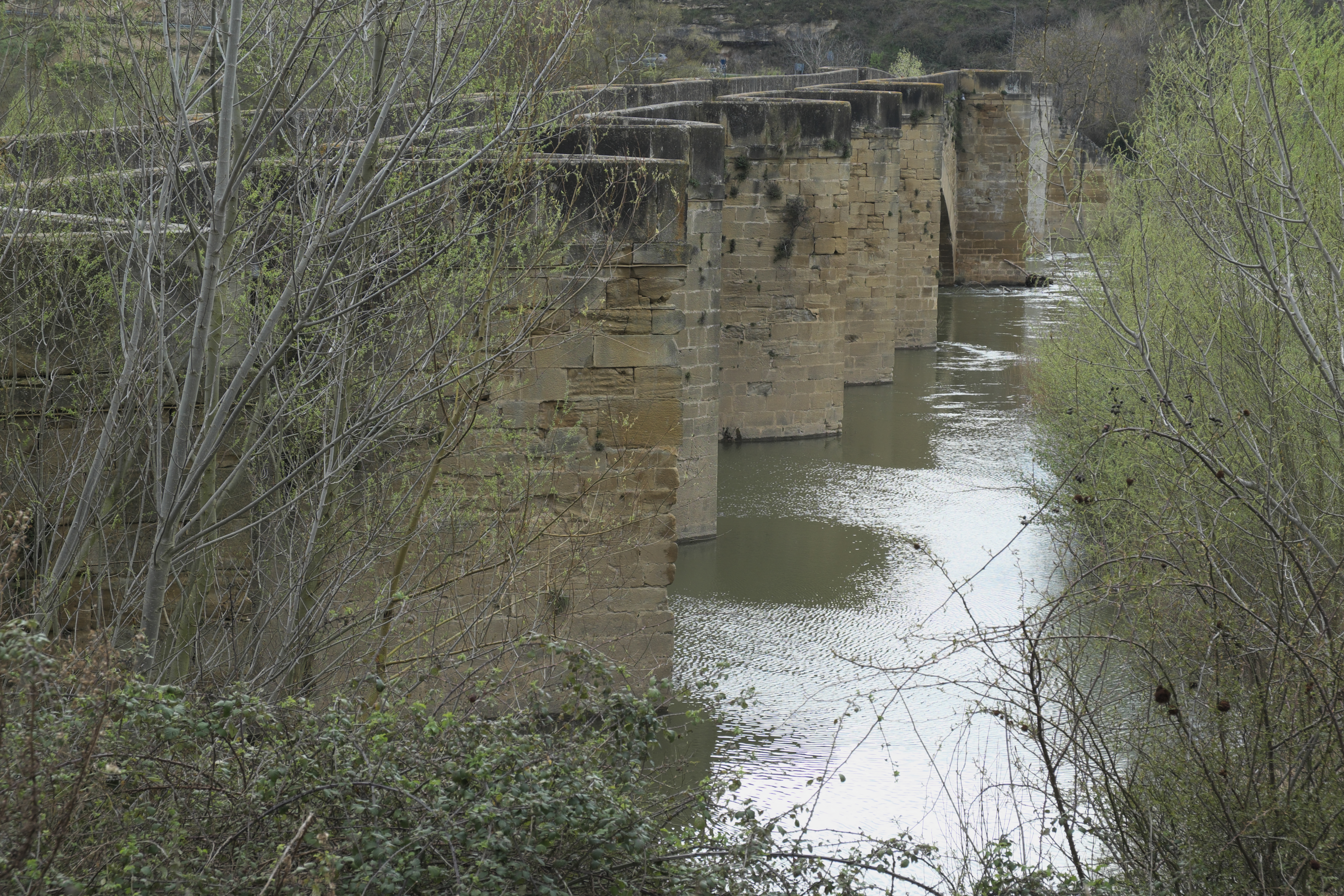
Detalle de los espolones
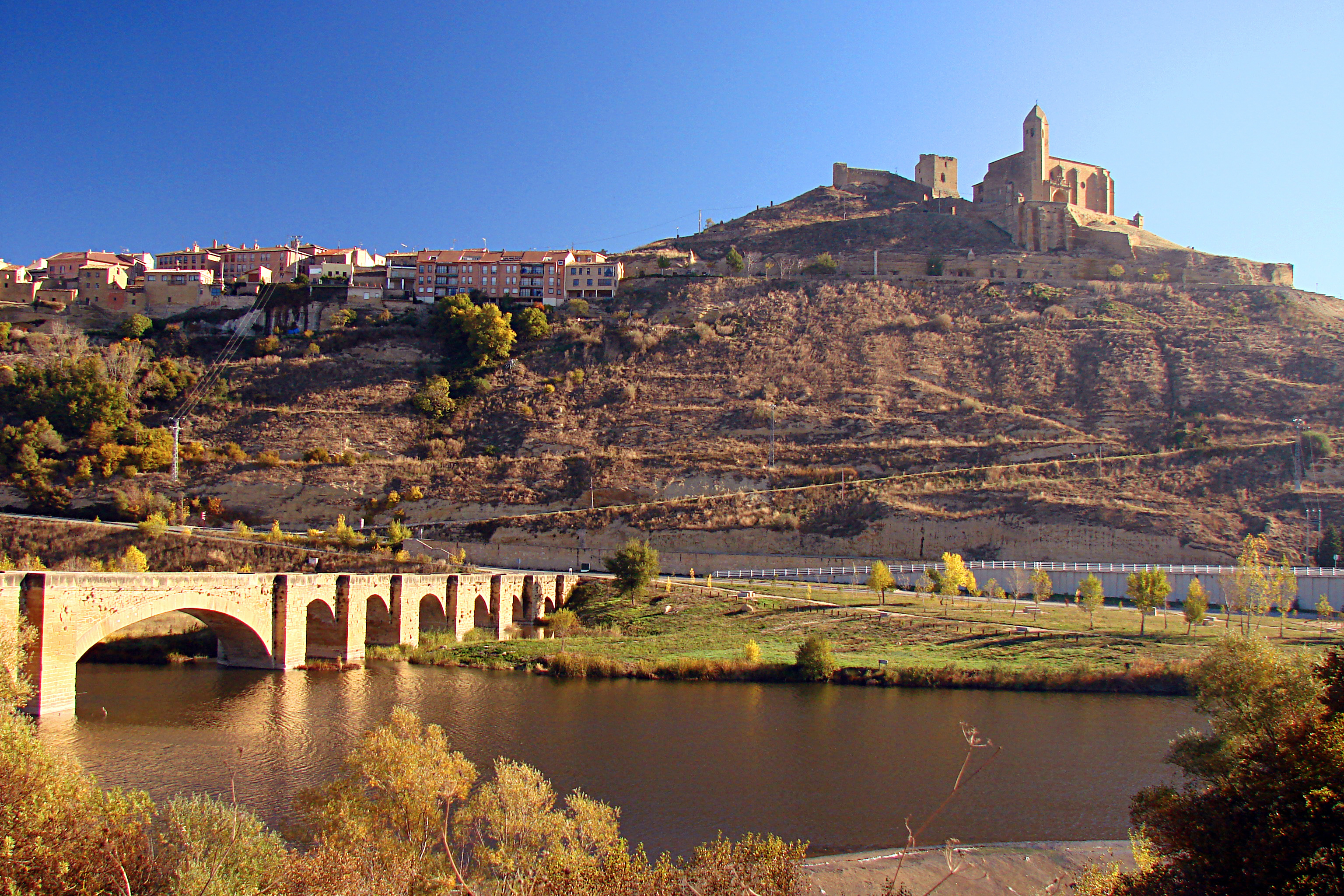
Panorámica del puente con San Vicente al fondo
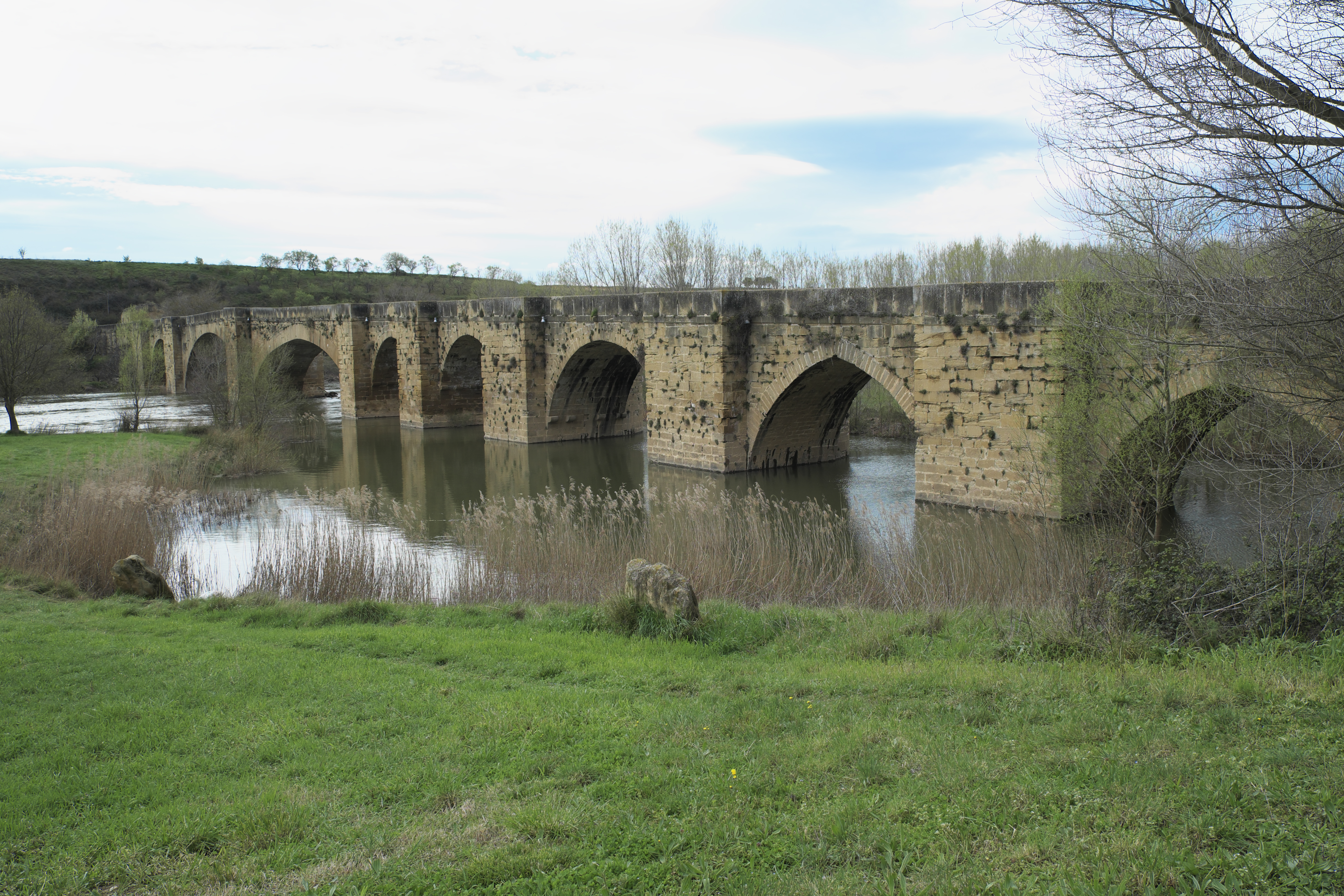
Vista general del puente